# Association européenne des centres anti-poisons et de toxicologie clinique
European Association of Poisons Centres and Clinical Toxicologists
L’Association européenne des centres anti-poisons et de toxicologie clinique (European Association of Poisons Centres and Clinical Toxicologists, EAPCCT) est une association médicale internationale sans but lucratif. Elle a été fondée en 1964 par un groupe de médecins et de scientifiques dans le but de faire progresser les connaissances et la compréhension du diagnostic et du traitement de toutes les formes d'intoxication. Cette association, dont le siège est sis à Bruxelles (Belgique), compte 251 membres de 51 pays dans tous les continents.
L'EAPCCT est membre de l'Union internationale de toxicologie (IUTOX). Elle coparraine son journal officiel, Clinical Toxicology, avec l’American Academy of Clinical Toxicology (AACT), l’American Association of Poison Control Centers (AAPCC) et l’Asia-Pacific Association of Medical Toxicology (APAMT).
Travaillant à partir d'une échelle de notation simple, l'Association européenne des centres antipoison et de toxicologie clinique a élaboré un score de gravité de l'empoisonnement (Poisoning Severity Score), mis au point conjointement avec le Programme international sur la sécurité des substances chimiques et la Commission européenne. Ce score permet le classement de la gravité de l'intoxication ainsi qu'une évaluation qualitative de la morbidité et facilite la comparabilité des données.